# Dmitrij Wiszniewski (funkcjonariusz)
Dmitrij Konstantinowicz Wiszniewski (ros. Дмитрий Константинович Вишневский, ur. 1905 w Wiernym, obecnie Ałmaty, zm. 1969) – funkcjonariusz radzieckich służb specjalnych, pułkownik, minister bezpieczeństwa państwowego/spraw wewnętrznych Tadżyckiej SRR (1948-1954).

## Życiorys
Od 5 września 1923 w OGPU, funkcjonariusz Wydziału Specjalnego GPU Tadżyckiej SRR w mieście Saraj-Komar, od grudnia 1929 do marca 1930 pełnomocnik okręgowego oddziału GPU w Andiżanie, później rejonowego GPU w Namanganie, od kwietnia 1932 do 23 lutego 1935 szef Wydziału Tajno-Politycznego Kokandzkiego Sektora Operacyjnego GPU/NKWD, od 23 lutego do listopada 1935 pomocnik szefa kokandzkiego sektora operacyjnego NKWD, od listopada 1935 do 8 maja 1936 szef Oddziału 6 Wydziału Tajno-Politycznego Zarządu Bezpieczeństwa Państwowego (UGB) NKWD Uzbeckiej SRR, od 23 lutego 1936 starszy porucznik bezpieczeństwa państwowego. Od 8 maja 1936 do 25 maja 1937 pomocnik szefa Bucharskiego Sektora Operacyjnego NKWD, od 25 maja 1937 do 8 kwietnia 1938 szef Oddziału 4 Wydziału 4 UGB NKWD Uzbeckiej SRR, od 8 kwietnia 1938 do 3 czerwca 1940 szef Miejskiego Oddziału NKWD w Andiżanie, 23 sierpnia 1939 awansowany na kapitana bezpieczeństwa państwowego, od 3 czerwca 1940 do 17 marca 1941 zastępca szefa Zarządu NKWD obwodu fergańskiego, następnie funkcjonariusz Zarządu NKGB/NKWD obwodu nowosybirskiego. Od 19 sierpnia 1942 do 6 lutego 1943 szef Wydziału Tajno-Politycznego Zarządu NKWD obwodu nowosybirskiego, od 6 lutego do maja 1943 szef Wydziału Tajno-Politycznego Zarządu NKWD obwodu kemerowskiego, 11 lutego 1943 awansowany na podpułkownika bezpieczeństwa państwowego, od 2 lipca 1943 do 6 sierpnia 1945 szef Wydziału 2 Zarządu NKGB obwodu kemerowskiego, 25 listopada 1943 mianowany pułkownikiem bezpieczeństwa państwowego. Od 6 sierpnia 1945 zastępca ludowego komisarza/ministra, a od 9 kwietnia 1948 do 16 marca 1953 minister bezpieczeństwa państwowego Tadżyckiej SRR, od 16 marca 1953 do 14 kwietnia 1954 minister spraw wewnętrznych Tadżyckiej SRR, od 14 kwietnia 1954 do 22 lutego 1955 szef Zarządu KGB obwodu woroneskiego, 23 maja 1956 zwolniony ze służby. Deputowany do Rady Najwyższej ZSRR 3 i 4 kadencji.

## Odznaczenia
- Order Lenina (dwukrotnie – 21 maja 1947 i 17 grudnia 1949)
- Order Czerwonego Sztandaru (3 listopada 1944)
- Order Czerwonego Sztandaru Pracy (29 października 1949)
- Order Czerwonej Gwiazdy (20 września 1943)
- Order Znak Honoru (24 lutego 1948)
- Odznaka „Honorowy Funkcjonariusz Czeki/GPU (XV)” (9 maja 1938)

oraz 2 medale.